# Helrobban blandar och ger
Helrobban blandar och ger är Robert Brobergs debutalbum från 1966.

## Låtlista
1. På Listan
2. Elektrikern
3. Terminal Blues
4. Koftan
5. Trycka På Knappen
6. Bankrånet
7. Herr Sardin
8. Franska Vattnet
9. Vi Har Ingen Lägenhet (text)
10. Tjofaderittan-Yeh-Yeh
11. Boxarvisan
12. Liftarvisan
13. Pacifisten
14. Droppar Hoppar
15. Fantomen
16. Krigsfrossaren